# SV Wiler-Ersigen

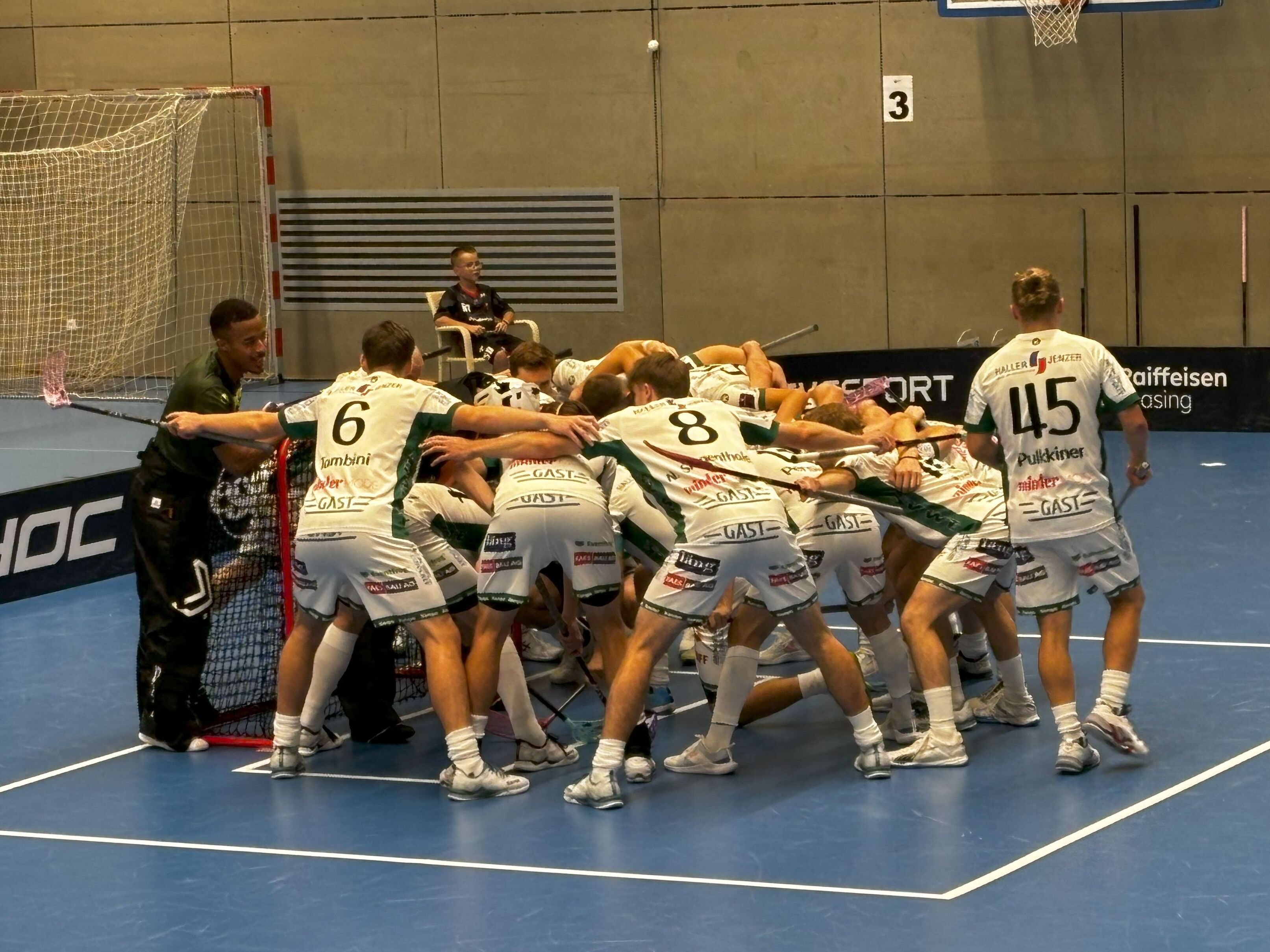
SV Wiler-Ersigen před čtvrtfinále Poháru mistrů 2025 proti Tatranu Střešovice

SV Wiler-Ersigen (zkráceně SVWE) je švýcarský florbalový klub, založený v roce 1984. Sídlí v městě Zuchwil, asi 40 km severně od Bernu. Pojmenovaný je podle dvou blízkých obcí, respektive podle jejich týmů, které se sloučily v roce 1989.
Mužský tým hraje nejvyšší švýcarskou soutěž, Unihockey Prime League. Do nejvyšší soutěže, v té době National League A, se ještě jako SV Wiler poprvé probojoval v roce 1988. O osm let později, v roce 1996 sestoupil na jednu sezónu do druhé ligy. Od té doby již hraje nejvyšší soutěž nepřetržitě. V roce 2004 Wiler vyhrál první titul. O sezónu později pak zvítězil nejen znovu v lize ale i ve švýcarském poháru. Dále jako první švýcarský a teprve druhý nešvédský tým vyhrál ve stejném roce i Pohár mistrů evropských zemí (dnešní Pohár mistrů). V dalších letech vyhrál ligu ještě jedenáctkrát, naposledy v sezóně 2022/2023. S celkovými 13 tituly je nejúspěšnějším týmem nejvyšší švýcarské soutěže. Tým se pravidelně účastní přípravného turnaje Czech Open.

## Úspěchy klubu
- 13× mistr Unihockey Prime League: 2004, 2005, 2007–2012,[6][7][8] 2014,[9] 2015,[10] 2017[11] 2019[12] a 2023[4]
- 1× vítěz Poháru mistrů: 2005[3]
- 3× vítěz Švýcarského poháru: 2005, 2013 a 2018[1]

## Známí hráči a trenéři z Česka
- Radek Sikora (trenér, od 2014)
- Tomáš Sladký (2007–2008)
- Daniel Šebek (2014–2017)
- Tomáš Trnavský (hrající trenér, do 2003)